# Mario Lorca Castro
Sergio Mario Lorca Castro (Santiago, 25 de diciembre de 1929-San Bernardo, 8 de enero de 1962) fue un futbolista chileno que se desempeñaba en la posición de centrodelantero. Con Unión Española fue goleador del campeonato de 1949 y campeón en el de 1951. Además, fue internacional con la selección chilena en el Campeonato Panamericano 1952.

## Trayectoria
Comenzó a jugar fútbol con su hermano mayor Epifanio Lorca en el barrio de San Eugenio, en las calles Bascuñán Guerrero y Central. Ingresó a la segunda infantil del Walter Müller, y en 1942 llegó a la primera infantil del Unión Ferroviarios, y de ahí a la cuarta especial.
En un amistoso de Colo-Colo en el Estadio Ferroviario, el delantero titular no pudo actuar por lesión, por lo que fue remplazado por Lorca, que anotó para el 1-1 final. Esta presentación hizo que el conjunto albo se interesara por el centrodelantero. Se percataron que estaba inscrito en las series inferiores del club, y también en Unión Española, por lo que acordaron entre los dos equipos que el pase es de Colo-Colo, pero esta institución lo mandaría a préstamo por un año.
Llegó entonces en 1947 a Unión Española, donde se convirtió con 16 años, en el futbolista profesional más joven en el país. Formó en la delantera española junto con José Vilariño, Atilio Cremaschi, Norberto Gómez, Benito Armingol y Roberto Martino. Al año siguiente estuvo en Colo-Colo, y en 1949 volvió al  cuadro hispano, donde se consagró como goleador del campeonato con 20 conquistas.
Lorca falleció el 8 de enero de 1962 en el hospital de San Bernardo, producto de una neumonía fulminante.

## Selección nacional
Fue internacional con la selección chilena en ocho encuentros entre los años 1950 y 1954. Integró el plantel nacional en el Campeonato Panamericano 1952.

### Participaciones en Campeonatos Panamericanos
| Panamericano                    | Sede  | Resultado  | PJ | G |
| ------------------------------- | ----- | ---------- | -- | - |
| Campeonato Panamericano de 1952 | Chile | Subcampeón | 3  | 0 |

## Clubes
| Club           | País  | Año       |
| -------------- | ----- | --------- |
| Unión Española | Chile | 1947      |
| Colo-Colo      | Chile | 1948      |
| Unión Española | Chile | 1949-1952 |
| Ferrobádminton | Chile | 1953-1954 |

## Palmarés

### Campeonatos nacionales
| Título           | Club           | País  | Año  |
| ---------------- | -------------- | ----- | ---- |
| Primera División | Unión Española | Chile | 1951 |

### Distinciones individuales
| Distinción                               | Año  |
| ---------------------------------------- | ---- |
| Goleador de la Primera División de Chile | 1949 |